# رودريغو داز
رودريغو داز (بالإسبانية: Rodrigo Díaz)‏ (مواليد 12 مارس 1984) هو سبّاح غواتيمالي، مثّل بلاده في الألعاب الأولمبية الصيفية 2004.

## روابط خارجية
رودريغو داز على موقع أوليمبيديا (الإنجليزية)